# Krisna
Krisna (dévanágari: कृष्ण, IAST:Kṛṣṇa , szanszkrit nyelven: „mindenkit vonzó”, egyes filológusok szerint „a fekete”) a hinduizmusban Visnu nyolcadik megtestesülése, avatárája, a Bhagavad-gíta - a hinduk egyik legszentebb szövege - szerint pedig maga az Istenség legfelsőbb személye. Ő az eredeti és a legfőbb személy, aki személyesen és energiáin keresztül egyszerre jelen van mindenhol, miközben eredeti, örök, tudással és boldogsággal teli transzcendentális formájában mindig lelki világbeli lakhelyén tartózkodik. Ő az elsődleges és eredeti élőlény, és minden egyéni lélek az Ő szerves része. Ő teljesíti a feltételekhez kötött élőlények vágyait öröktől fogva.
Krisnát sokan valóban létező személynek tartják, aki i. e. 3200–3100 között élt. Születésnapját a hindu hagyományok szerint a sravan hónapban (a Gergely-naptár szerint augusztusban vagy szeptemberben) ünneplik.
Krisnát gyakran ábrázolják gyermekként vagy fiatal fiúként, mondák, elbeszélések és mitológiai történetek dolgozzák fel életének különböző szakaszait. A Krisnával kapcsolatos történetek felölelik a hindu teológia és filozófia számos hagyományát. Különböző perspektívákban jelenik meg: mint isteni gyermek, tréfacsináló, az ideális szerelmes modellje, isteni hős, vagy a Legfelsőbb Lény.
A legfontosabb vele kapcsolatos szövegek a Mahábhárata függelékében, a 16 374 versszakot tartalmazó Harivamsában, a Bhágavata-puránában (Srímad Bhágavatam), a Brahma Vaivarta puránában és a Visnu-puránában lelhetők fel.
A vaisnava irodalom Krisnát a naphoz, míg kedvesét, Srímati Rádháránit a napfényhez hasonlítja, hiszen egyidejűleg azonosak és különböznek egymástól.
Krisna vallásos tisztelete Vaszudéva, Bala Krisna vagy Gopala alakjában már az i. e. 4. században felfedezhető. Mint Szvájam Bhagavánt, azaz „Legfelsőbb Lényt” azonban csak a középkorban, az akkor kifejlődött bhakti mozgalommal összefüggésben kezdték tisztelni. A 10. században a Krisnával kapcsolatos történetek kedvelt témái lettek a különböző előadóművészeteknek és a regionális hagyományok az imádat és odaadás kifinomult formáit hozták létre. 1960 óta imádata a nyugati világban is terjed, főként az ISKCON (International Society for Krishna Consciousness) vallási szervezete kapcsán.

## Élete a mitológia és hagyományok szerint

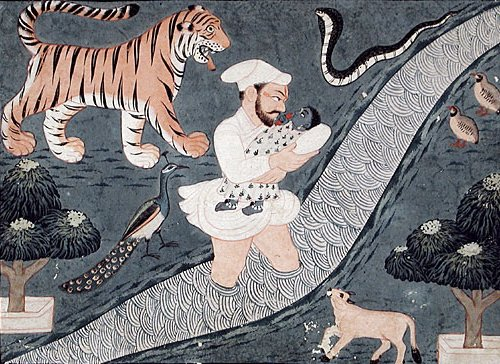
Vaszudéva átkel a Jamuna folyón a csecsemő Krisnával

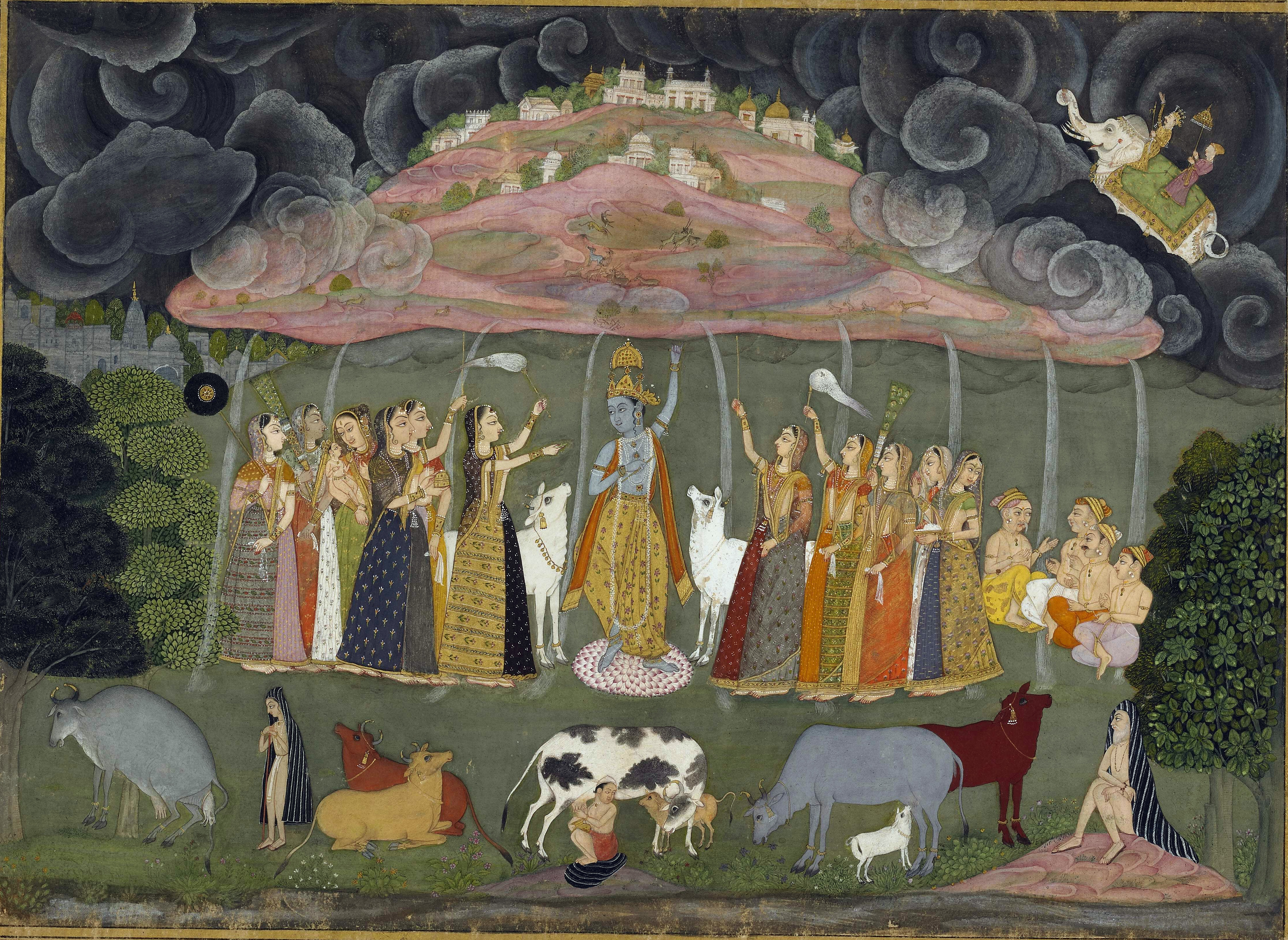
Krisna felemeli a Govardhan-hegyet

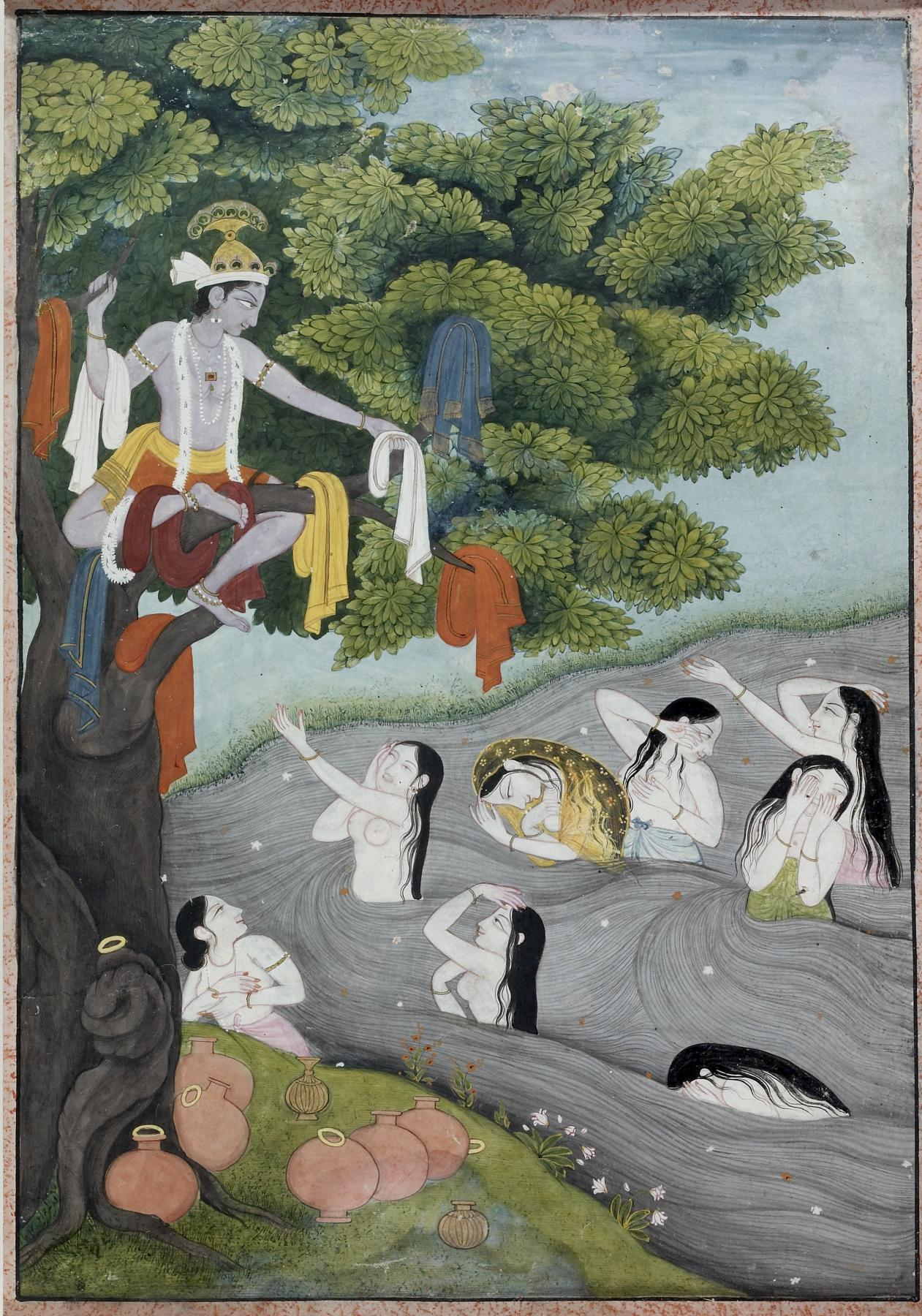
Krisna elrejti a gopik ruháit a folyóparton

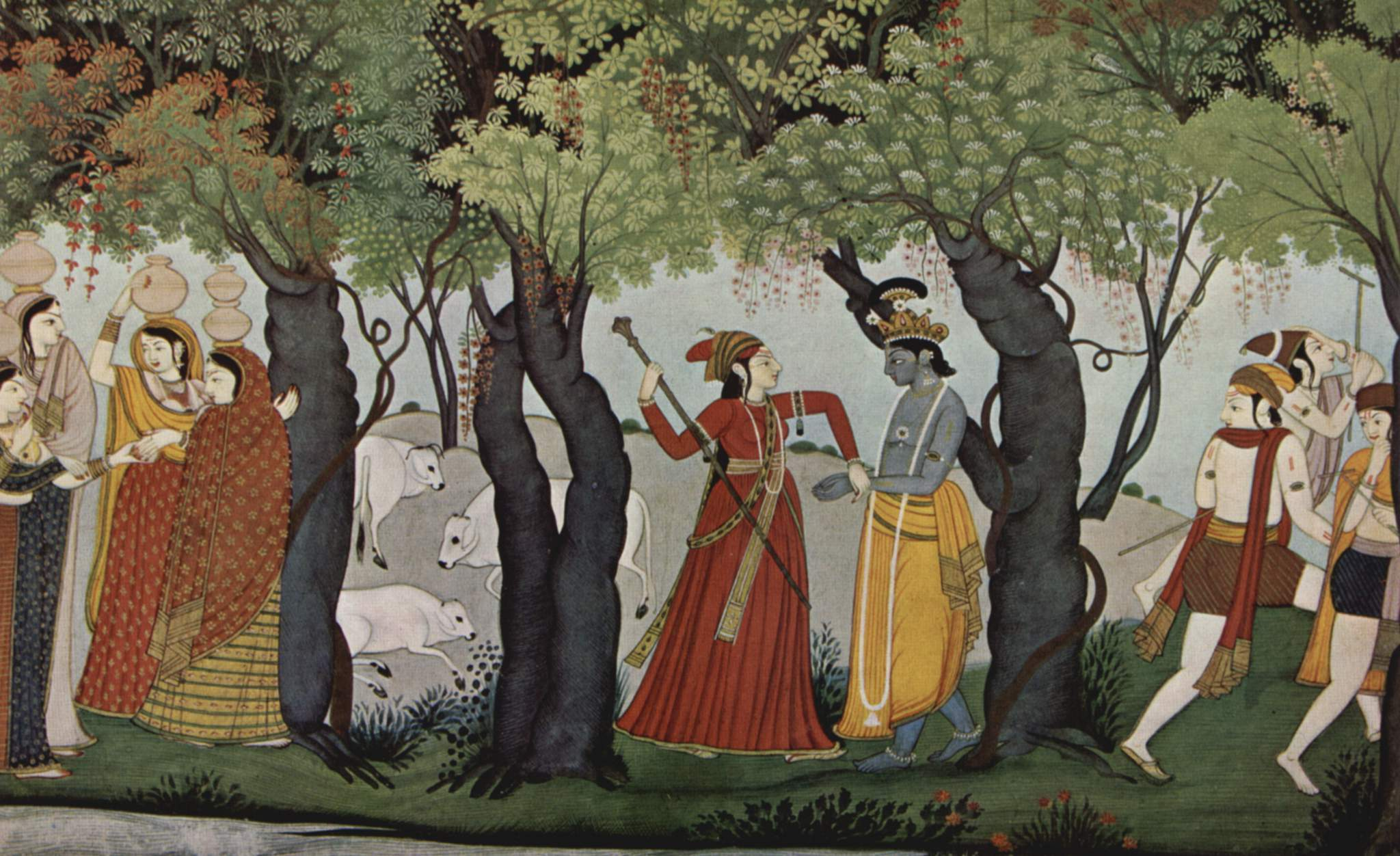
Radha és Krisna

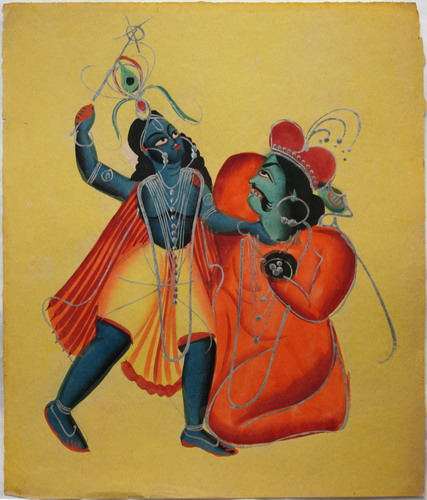
Krisna megöli Kanszát

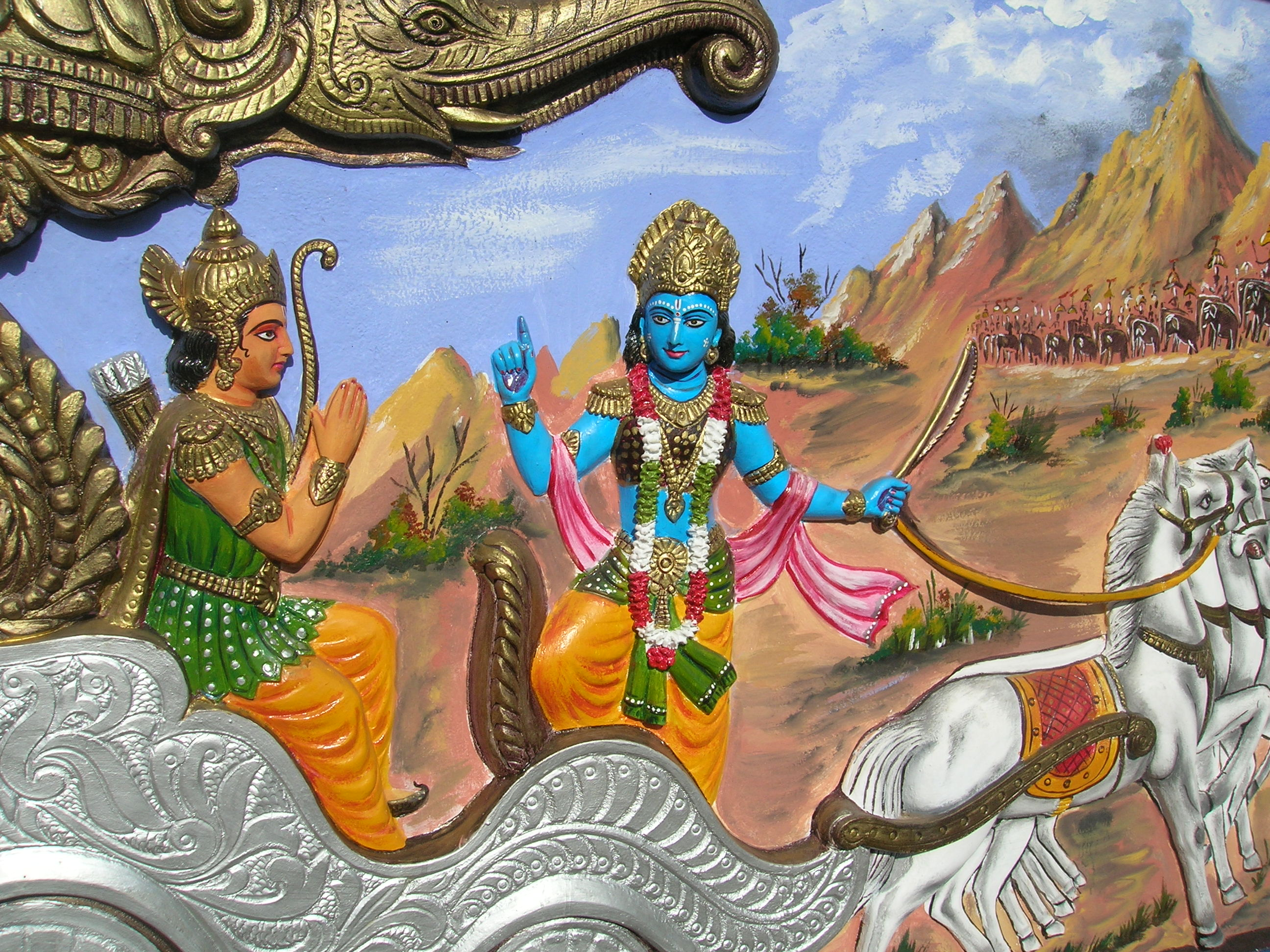
Krisna (kék színnel) és Ardzsuna ábrázolása

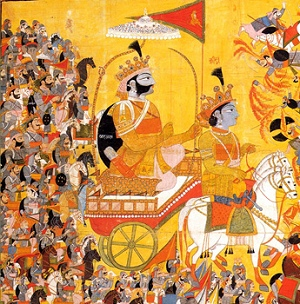
Ardzsuna és kocsihajtója Krisna a kuruksétrai csatamezőn

### Gyermekkor
Ugraszéna király a jádava nép uralkodója az észak-indiai Mathurájban. Feleségét, Pavanarékhát, egy erdei séta során a gonosz Dramila démon megerőszakolja. Pavanarékha titkolja szégyenét a férje előtt, és 9 hónap múlva megszüli Kanszát, a démontól fogant gyermeket, akit a király sajátjának hisz. Ahogy Kansza cseperedik, gonosz démoni természete egyre inkább kiütközik rajta. A szolgákkal gonoszul bánik, alattvalóit kénye kedve szerint sanyargatja, apjával tiszteletlen, végül fondorlattal és kegyetlenséggel lemondatja trónjáról. Népének megtiltja Visnu imádatát, erőszakkal kiterjeszti birodalmát, gonosz tetteket hajt végre. Egy ilyen hódítása során Dzsaraszandha királyt, Magadha uralkodóját arra kényszeríti, hogy két lányát adja hozzá. A rengeteg igazságtalanság láttán az istenek úgy döntöttek, hogy a Föld népének a segítségére lesznek. Visnu két, hozzá hűséges jádava segítségét vette igénybe. Az egyik Dévaka volt, Kansza nagybátyja, a másik Vaszudéva, Dévaka hat legidősebb lányának férje. Visnu parancsára Dévaka hetedik lánya, Dévaki is férjhez ment Vaszudévához. Ekkor Visnu egy fekete szőrszálat tépett ki a saját testéből, majd egy fehér színűt abból a kígyóból, amelyen feküdt. A fehér szőrszálból Balarámát, Dévaki hetedik fiát, a fekete szőrszálból Krisnát, Dévaki nyolcadik fiát teremtette meg, akiket Dévaki menyegzője előtt elrejtett annak testében.
Kanszát egy jóslat figyelmeztette, hogy merénylet készül ellene, ezért azzal a feltétellel egyezett bele Dévaki esküvőjébe, ha az asszonynak minden születendő fiát megölik azok világrajövetele után. Dévaki hat fia így is pusztult el. Amikor hetedik fiával terhes lett, Kanszát figyelmeztették, hogy istenek és istennők születnek tehénpásztorok és tehénpásztorlányok (gopik) képében, ezért Kansza a birodalmában fellelhető tehénpásztorok életére tört. Vaszudéva barátja, Nanda azonban megmenekült, és Vaszudéva elküldte hozzá hatodik feleségét, Rohinit, akinek méhébe Visnu időközben áthelyezte Dévaki hetedik gyermekét Balarámát, így Rohini Nanda oltalmában megszülhette őt. Kansza abban a hitben volt, hogy Dévaki magzatával elvetélt.
Mikor Dévaki nyolcadik gyermekével terhes lett, Kansza óvatosságból börtönbe vetette őt férjével, Vaszudévával együtt, ajtajuk elé erős őrséget állíttatott. A születendő Krisna még az anyja méhében megnyugtatta szüleit, hogy ne féljenek, nem eshet bántódásuk, majd miután megszületett, csecsemőként, Visnu képében utasította apját, hogy vigye őt Nandához, akinek felesége, Jasoda akkor szült, és észrevétlenül cserélje ki őt annak leánygyermekével. Krisna egyetlen intésére a bilincsek lehullottak, és miután Krisna visszaváltozott csecsemővé, Vaszudéva kosárba tette őt, és kisétáltak a börtön kapuján, miközben csodálatos módon az őrzők békésen aludtak. Amikor a Jamuna folyóhoz értek, árvíz indult meg, amely Vaszudéva és a gyermek Krisna vesztét okozhatta volna, azonban a csecsemő kidugta a lábát a kosárból, és a víz visszahúzódott. Nanda házához érve Vaszudéva az utasításnak megfelelően kicserélte a gyermekeket, majd Nanda és Jasoda leányával visszatért a börtönbe, és Dévakira bízta a kislányt.
Kansza, aki továbbra is félt Dévaki gyermekétől, már nem törődött azzal, hogy az asszony leánygyermeket szült, az újszülött vesztét akarta. Személyesen akarta őt elpusztítani, azonban a gyermek Dévi istennővé változott, aki figyelmeztette Kanszát, hogy már nem tehet semmit annak érdekében, hogy saját vesztét megakadályozza, Krisna biztonságban van, és ha eljön az idő, letaszítja őt a trónjáról. A lányt, aki valójában Krisna nővére volt, Ékanamsának hívták, akit a későbbi vaisnava mitológia Szubhadrával azonosít. Krisna, Balaráma és Szubhadra tiszteletéről minden évben az oriszai Puriban a szekérfesztivál keretében megemlékeznek.
Nanda, aki úgy hitte, Krisna az ő fia, nagy ünnepséget rendezett gyermeke születése alkalmából, amire a környék pásztorait és azok családjait is meghívta. Az ünnepre meghívott brahmanák már ekkor megjósolták Krisna jövőbeli csodálatos képességeit, és hogy ő lesz az, aki a gonosz uralkodótól, Kanszától megszabadítja a földet.
Krisnát már csecsemőként mindenki szerette, és lassanként csodálatos tetteivel kivívta a falu lakóinak tiszteletét, hiszen kettős, isteni és emberi természete hamar megmutatkozott.
Már csecsemőként démonok támadták meg. Egyszer például a rettenetes Putana, a gyermekgyilkos akarta elpusztítani, aki szoptatós dajkának adta ki magát, emlőjére mérget tett, de Krisnára az nem hatott. Felismerte dajkájának démoni természetét, és olyan erővel szopott, hogy a démon minden erejét kiszívta. Szakatászura, a repülő démon egy kövekkel megrakott szekeret próbált Krisnára rogyasztani, aki épp a szekér alatt pihent, de mesterkedése fordítva sült el: a kövek őrá borultak, és agyonnyomták. Trinávarta forgószéldémon kiragadta Nanda feleségének, Jasodának az öléből a csecsemőt, és hatalmas vihar kíséretében az egekbe ragadta őt. Krisna azonban olyan erővel vágta Trinávartát egy sziklához, hogy a vihar azonnal elült.
Csodatettei mellett a mondák megemlékeznek arról is, amikor apró-cseprő csínytevésekkel bosszantotta a szüleit, falubelieket, és főleg a tehénpásztorlányokat, a gopikat. Senki nem tudott rá haragudni, mert természetének kedvessége feledtette az okozott kár feletti pillanatnyi bosszúságot.
Kansza eközben birodalomszerte elküldte kémeit, hogy keressék meg Krisnát, aki a jóslat szerint majd a vesztére tör, ám mivel nem tudta hogy hol bujkálhat, egyúttal parancsba adta, hogy a Krisnával egykorú gyermekeket öljék meg. Démonokat küldött Krisna ellen, azonban Krisna egyenként legyőzte őket. Győzedelmeskedett Vatszászura, a tehéndémon fölött, a darudémon Bakászura fölött, aki lenyelte, de Krisna önmagát felforrósítva elégette őt, legyőzte Ugrászura kígyódémont, aki szintén lenyelte Krisnát, de az testét megnövesztve szétrepesztette a kígyót. Pralambit Balaráma, Krisna testvére ölte meg, aki emberi alakot öltve tört az ifjak életére.

### Ifjúkor
Krisna ifjúságáról szóló mondákban már nem a démonok csodálatos legyőzése lett a központi téma, hanem a vallási kérdések, a védikus istenekhez fűződő viszony és kapcsolata, alakja mindinkább vallási színezetet öltött.
Egy alkalommal, mikor Krisna kíséretével az erdőt járta, megéheztek, és brahmanák lakta falu közelében az áldozatnak kijáró húsokból szerettek volna étkezni. A brahmanák nagyon megharagudtak, bár asszonyaik, akiket Krisna szépségével és csábító természetével megbabonázott, hajlandóak voltak adni az isteneknek, elsősorban Indrának felajánlott áldozati ételekből, hiszen felismerték Krisna isteni valóját. Akkor, amikor elmondták megérzésüket férjeiknek, azok sajnálták, hogy előzőleg visszautasították Krisna kérését, és bocsánatát kérték. Ekkor Krisna elmagyarázta nekik, és a marhapásztoroknak, hogy Indra alacsonyabb rendű isten, aki nem méltó imádatukra, az állandó életkörforgásból (szanszára) csak akkor tudnak megszabadulni (moksa), ha a rájuk kiszabott kötelességüket hűen teljesítik, vagy visszatérnek az ősi istenekhez, például annak a hegynek az istenéhez, akinek lankáin állataikat legeltetik. A pásztorok szót fogadtak Krisnának, és a hegyhez, Govardhanhoz imádkoztak. Ekkor megjelent Krisna mint a hegy szelleme és köszönetet mondott a felajánlott áldozatokért. Ezt megtudva Indra haragra gerjedt, és a pásztorokat özönvízszerű viharral sújtotta, ám Krisna egy ujjával felemelte a hegyet, és a pásztorok és csordáik alatta menedéket találtak. Indra látván Krisna valódi lényét, hatalmasságát, meghódolt előtte.
A Krisna-mitológiák jelentős részét képezik a tehénpásztorok feleségeivel, illetve a tehénpásztorlányokkal (gopik) kapcsolatos szerelmi történetek és mondák, amelyek számtalan művészt, festőt, szobrászt, költőt ihlettek meg az évszázadok során. Ezek központi eleme a Krisnához fűződő szerelmes vonzódás, ami egyes kutatók szerint a bhaktizmus kialakulásának is az alapja volt. A gopik ugyanis versenyeztek Krisna kegyeiért, és mérhetetlen szerelembe estek iránta.
Egy alkalommal Krisna elrejtette a folyóban fürdőző lányok ruháit, és amikor azok ki akartak jönni a partra, kénytelenek voltak Krisna előtt mezítelenül mutatkozni, ezért megharagudtak rá. Krisna azzal engesztelte ki őket, hogy megígérte, a következő őszi ünnepen valamelyikükkel táncolni fog. Amikor az idő elérkezett, Krisna beváltotta ígéretét, elővette fuvoláját, és az erdőbe hívta a lányokat, akik elszöktek férjük mellől. Azt hitték, Krisna csak egyedül velük táncol, holott a fiú megsokszorozta magát, és mindegyiküket őrjöngő táncba vitte, majd egyiket kiválasztotta, és elszökött vele.
A lány, akit Rádhának hívtak, nagyon boldog volt, de nem akarta, hogy barátnői féltékenyek legyenek rá, ezért arra kérte Krisnát, hogy vigye a hátán, a többiek ne akadjanak a nyomukra, ne tudják, hogy ő az, akit a fiú kiválasztott. Ekkor Krisna megharagudott rá, és magára hagyta. A társai megtalálták a lányt, és kérlelték Krisnát, hogy térjen vissza közéjük, amit Krisna meg is tett, és ismét együtt táncoltak. A mulatság hat hónapig tartott, de a lányok és a falu számára mindez csak egy pillanatnak tűnt.
Rádha története az indiai irodalom egyik gyöngyszeme, a Dzsajadéva által költői formába öntött Gíta Govinda, amely magyar nyelven Weöres Sándor fordításában vált ismertté.

Kansza eközben egy jövőlátó bölcstől megtudta Krisna születésének történetét, ezért apját, Vaszudévát, és anyját, Dévakit börtönbe vetette, majd további démonokat küldött Krisna ellen, akiket az isteni erejével könnyedén visszavert. Mivel Krisna megölését célzó kísérletei nem jártak sikerrel, úgy döntött, hogy tőrbe csalja, ezért fővárosába, Mathurába csalta az ifjút.
Elküldte hát udvarmesterét, Akrúrát Krisnához, hogy hívja meg őt a Siva tiszteletére rendezett ünnepségre, ám Akrúra, aki Krisna titkos híve volt, figyelmeztette az istent, hogy merénylet készül, így az fel tudott készülni az ármány ellen. Kansza úgy tervezte, hogy kihívja Krisnát legerősebb emberei elleni birkózópárbajra, aki a verseny hevében majd megöli őt, ám ha ez nem sikerülne, palotája kapujában várakozó hatalmas fehér elefántjával tapostatja majd agyon.
Krisna Akrúra figyelmeztetése ellenére kíséretével, Balarámával és néhány tehénpásztorral elindult Mathurába, ahol már megelőzte érkezésének híre. A város asszonyai izgalommal tolongtak az utcákon, lesték a házak ablakaiból az érkező Krisnát, aki már útja során is apróbb csodákkal kápráztatta el környezetét. Ahogy a városkapuhoz ért, Siva megfeszíthetetlen, hatalmas íját pattanásig ajzotta, majd darabokra törte, ezután megölte a kapu őreit. Az ellene kiállított elefánttal is megküzdött, majd legyőzte, és diadalmasan mutatta a városlakóknak az állat hatalmas agyarait. Ekkor a birkózók támadták meg őket, de Krisna és Balaráma mindegyikkel végzett. Kansza ekkor előhozta a börtönből Vaszudévát, Dévakit és saját apját, Ugraszénát, hogy amennyiben Krisna nem hagyja abba az öldöklést, megöli őket. Ennek hírére Krisna annyira feldühödött, hogy a megmaradt démonokkal együtt megölte Kansza nyolc testvérét, majd magát Kanszát is.
Kansza apját, Ugraszénát visszasegítette a trónra, maga pedig egyfajta hercegként uralkodott Kansza volt birodalmának egyik tartományában.

### Férfikor
Krisna nem nyugodhatott győzelme babérjain, hiszen a démonok továbbra is jelen voltak birodalmában, és folyamatosan az életére törtek. Legnagyobb bosszúságot Kansza egykori ellenlábasa, Dzsarászandra okozta neki, aki démonseregeivel tizenhétszer támadta meg a várost, és Krisna bátyjával Balarámával tizenhétszer, puszta kézzel verte vissza őket. A folyamatos csatározásokba végül is belefáradt, és jobban védhető fővárost építtetett magának Visvakarmannal, az isteni építőmesterrel India nyugati partvonalán, amelyet Dvárakának nevezett el, és áttelepítette a jádava népességet.
A viszonylagos nyugalomban úgy döntött, hogy feleséget keres magának és bátyjának. Balaráma hamarosan elvette nőül Révatit, Krisna pedig szerelembe esett Rubkminivel, akivel ifjúkori, gopikkal fenntartott szenvedélyét többszörösen felülmúló szerelmi együttlétben egyesült. Természetesen az esküvőt a démonok megnehezítették, Krisna és Balaráma azonban megfutamította, illetve megölte őket. Ugyanez történt még hét további feleségével kötött esküvőjén is.
A Föld, aki még a mítosz kezdetén kérte az istenektől Krisna eljövetelét, most felemlegette nekik, hogy mivel biztosította Krisna fellépéséhez a világot, ezért hálából teremtsenek neki olyan gyermeket, aki legyőzhetetlen. Az istenek megadták számára ezt a fiút, azzal a jóslattal, hogy Krisna lesz az egyetlen aki elpusztítja majd, mégpedig a Föld kérésére. Az ajándékba kapott fiút Narakának hívták, aki hatalmas birodalmat alapított, hódításaival veszélyeztette a Föld békéjét, és még az istenektől is kincseket rabolt el. Elhurcolt tizenhatezer-egyszáz leányt, és rabszolgájává tette őket. Az istenektől kapott hatalmával az istenek ellen fordult, még az égi építőmester, Visvakarman lányát is elhurcolta. Krisna ekkor megelégelte Naraka túlkapásait, és hadba vonult ellene. Naraka hiába védte sötét démonok hadával birodalmát, Krisna legyőzte őt démonaival együtt. Bevonult Naraka palotájába, és visszaszolgáltatta az isteneknek a tőlük elrabolt ékszereket és használati eszközöket, és mivel a tizenhatezer-egyszáz leány rögtön beleszeretett ahogy meglátták őt, feleségül is vette mindet. Ezzel Krisnának már tizenhatezer-egyszáznyolc felesége lett, akikkel azonos módon bánt, és azonos gyönyörben részesítette mindegyiket. Feleségei az idők során tíz fiúnak és egy lánynak adtak életet, akik Krisna birodalmát igaz emberekként gyarapították.
Krisna túljutva élete delén, még utoljára bizonyságot adott isteni természetéről, amikor a Mahábhárata által megénekelt hatalmas testvérháborúban különös szerepet vállalt. A kuruk és pandavák között kitört csata előestéjén a harcos pandava, Ardzsuna kocsihajtójaként kinyilatkoztatta a szánkhja és a jóga egyenértékűségét, a cselekvés és annak okozatának (karma) fontosságát, a végső valóság és Isten mibenlétének magyarázatát, illetve ő, azaz Krisna és Visnu azonosságát. Ez a szakasz Bhagavad-gíta néven a hinduk egyik legszentebb könyve lett. Krisna tevőlegesen nem vett részt ebben az emberek millióinak életét követelő háborúban, amely egyben egy kozmikus időszak, egy juga végét is jelentette, viszont útmutatásával és erkölcsi tanításával mégis befolyásolta azt. A csata a pandavák győzelmével ért véget, de rokonaik, szeretteik elvesztése miatt ők sem örülhettek a győzelemnek, nekik is vezekelniük kell.

### Krisna halála
Mint avatára teljesítette azt a kötelességét, amiért a földre jött, helyreállította a jó és a gonosz egyensúlyát a világon. A nagy csata után még számtalan esetben küzdött meg gonosz démonokkal, minden esetben győzedelmeskedve, ám megpróbáltatásai még nem értek véget. Egy átok következtében népe, a jádavák is elpusztultak egy testvérharcban, így hát Balarámával együtt úgy döntöttek, hogy visszatérnek az égiekhez, akik létrehozták őket.
Balaráma kiment a tengerpartra, hogy a megfelelő vezeklést elvégezze, majd meghalt. Ekkor a fehér szőrszál, amelyből Visnu eredetileg létrehozta, kígyóvá változott, kikúszott Balaráma szájából, és visszatért a tengerbe.
Krisna is elszánta magát a halálra, az erdőben jóga-ülésbe helyezkedett, és várta a halált. Egy vadász vadnak nézte, és nyilával Krisna egyetlen sebezhető pontjába, a sarkába lőtt. Krisna a halála előtt jóslatokat mondott népének jövőjével kapcsolatban, majd visszatért Visnuhoz, akinek fekete szőrszálából eredetileg létrejött.